# Левый Толбачик
Левый Толбачик (устар. Правый Толбачик) — река в России, протекает по территории Мильковского района Камчатского края. Длина реки — 38 км.
Начинается на северном склоне горы Граничная, входящей в состав Восточного хребта. Течёт сначала в северо-западном направлении, южнее урочища Озерного поворачивает на запад, входя в зону берёзового леса. Впадает в реку Толбачик слева на расстоянии 84 км от его устья на высоте 227,9 метра над уровнем моря. Ширина реки около устья составляет 15 метров, глубина — 0,8 метра, дно твёрдое. Скорость течения 1,7 м/с.

## Притоки
Основные притоки:
- левые: Берёзовый, Обрывистый.

По данным государственного водного реестра России относится к Анадыро-Колымскому бассейновому округу. Код водного объекта — 19070000112120000014601.